# David Hartley
David Hartley (21 de junho de 1705 — 28 de agosto de 1757) foi um filósofo britânico, nascido perto de Halifax.
Foi preparado para seguir a carreira do pai e tornar-se sacerdote, mas, devido às desavenças constantes com a doutrina religiosa estabelecida, sabiamente resolveu dedicar-se à medicina. Teve uma vida tranquila e rotineira como médico, embora não houvesse completado o curso de medicina; e, por conta própria, estudou filosofia. Em 1749, publicou "Observações sobre o homem, sua estrutura, papel e expectativas", considerado por muitos estudiosos o primeiro tratado sistemático a respeito da associação.  Foi educado na Universidade de Cambridge. Tornou-se conhecido como médico e com a sua obra Observations on Man (1749), na qual defendeu a psicologia associacionista e o mecanismo fisiológico. Teve grande influência na obra de John Stuart Mill.
Foi vegetariano.